# Wiązowiec (Michałów)
Wiązowiec (do 2009 Więzowiec) – kolonia wsi Michałów w Polsce położona w województwie lubelskim, w powiecie włodawskim, w gminie Urszulin. 
W latach 1975–1998 kolonia należała administracyjnie do województwa chełmskiego.
Miejscowość podlega rzymskokatolickiej parafii Chrystusa Miłosiernego w Urszulinie.
We wsi znajduje się jezioro Płotycze (zwane też Jeziorem Wiązowiec). Jest to jezioro niewielkiej powierzchni, wędkarskie, pozbawione kąpieliska.

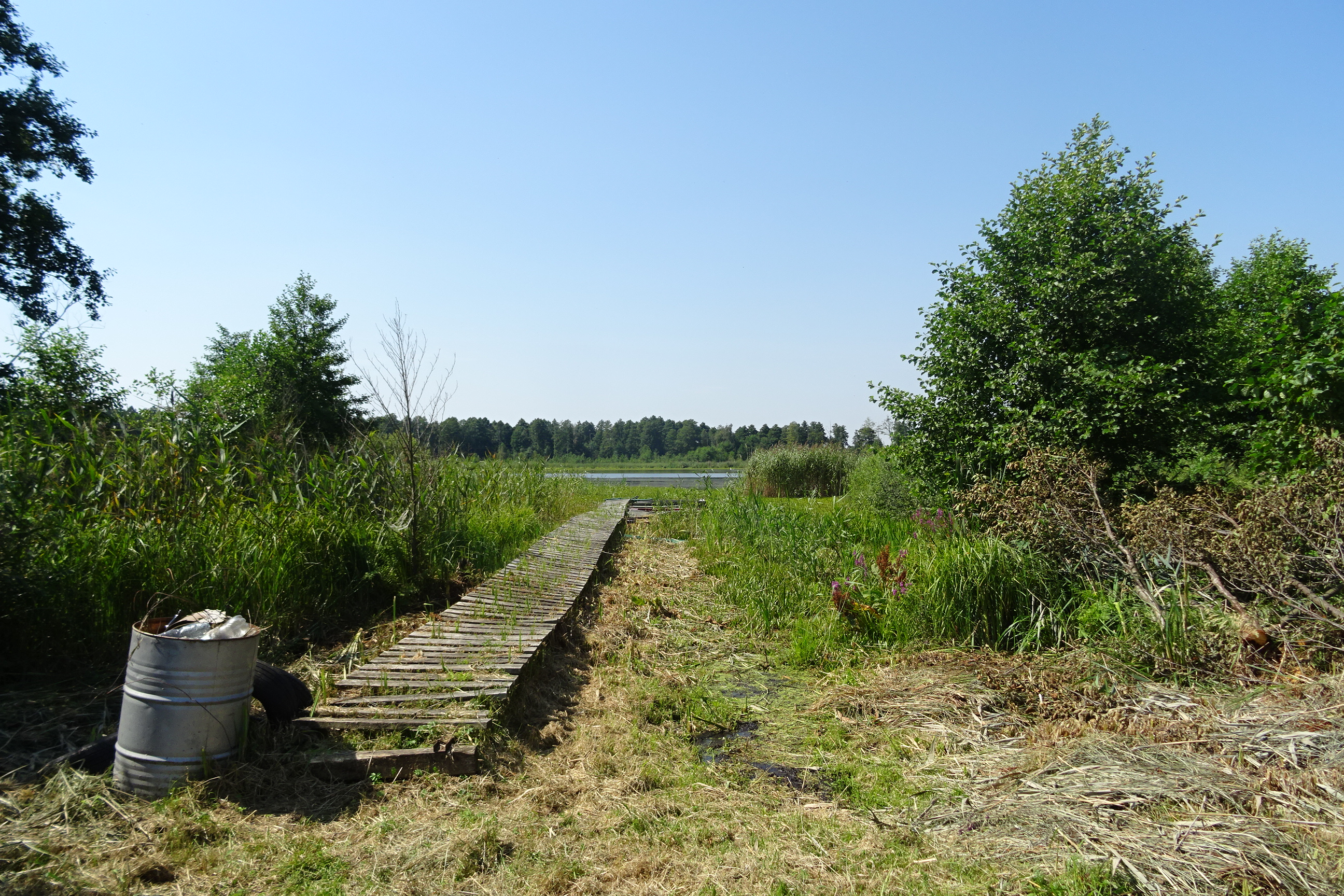
Jezioro Płotycze (Wiązowiec)